# Будинок Шредер
Будинок Шредер (нід. Rietveld Schröderhuis) — будівля в місті Утрехт, Нідерланди, зведена за проектом видатного архітектора й дизайнера Герріта Рітвельда (1924), що засобом архітектури уособлює мистецьку концепцію арт-групи «Стиль» — неопластицизм.
Вважається, що будинок є чи не єдиним зразком архітектури у стилі неопластицизму, водночас будучи чи не найвідомішим витвором цього художнього напрямку загалом.

## Опис
Будинок Шредер — двоповерховий, загальна площа будівлі становить 125 м².

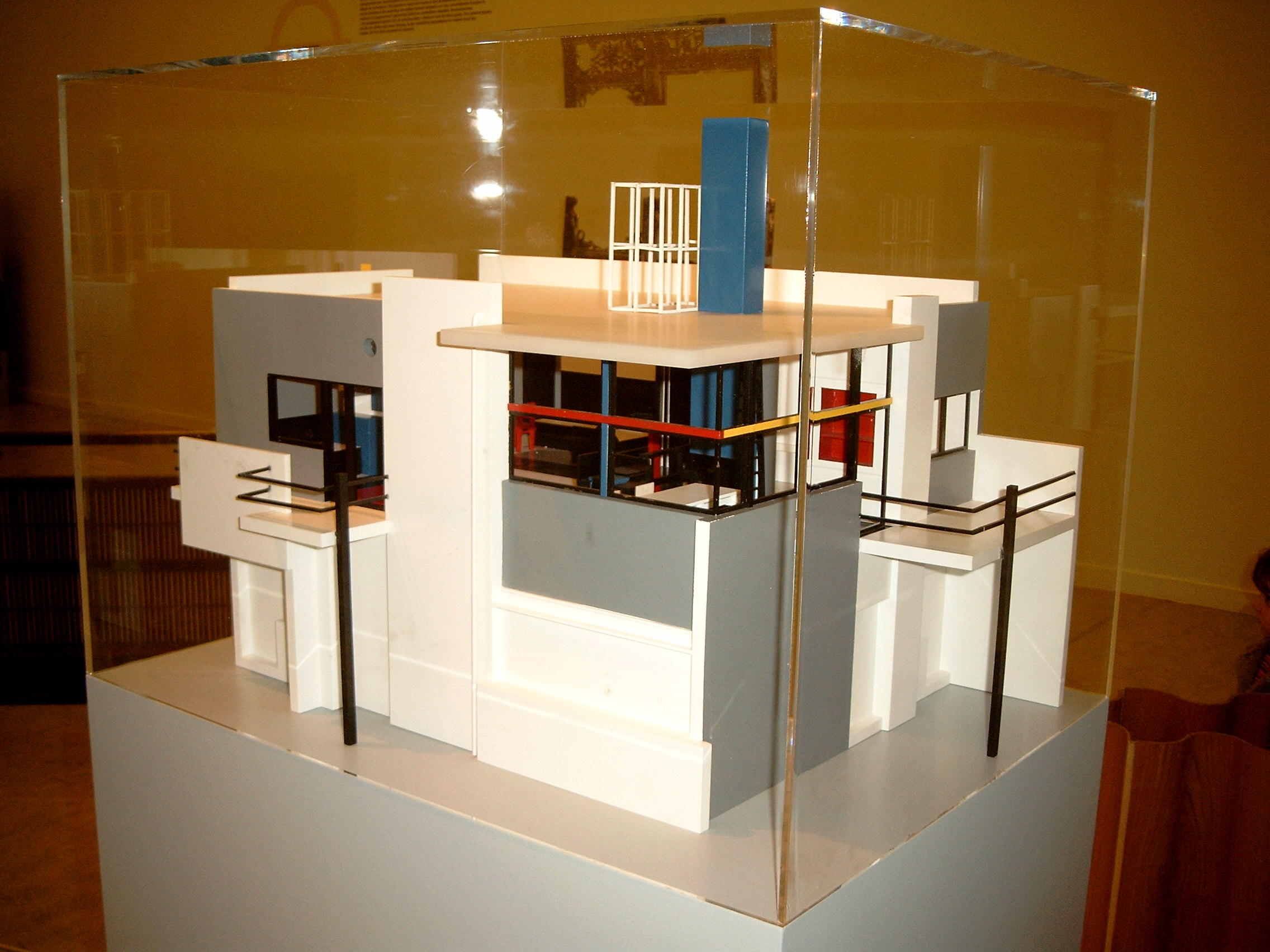
Макет будинку

Перший поверх спроектований у більш-менш класичному дусі, а другий названо горищем, задля того, щоб на нього не поширювалися повністю декотрі архітектурні вимоги. Так, на ньому відсутній традиційний поділ на кімнати, стіни існували згідно з бажанням пані Шредер тільки у формі перегородок, «неопластичну» обстанову доповнювали меблі, здатні розбиратись, та двері, що відкривалися за допомогою механічних кнопок і важелів.
У будинку немає системи центрального опалення і плити, їх замінено на труби з гарячою водою під вікнами і приспособом - «буржуйкою», а спеціальний ліфт із кухні на другий поверх доставляє їжу. Замість завісок використовуються кольорові фанерні щити.
Будинок за задумом автора проекту виходить вікнами не на вулицю, а у зворотний бік — на тому місці на час будівництва планувалася нова вулиця, і зрештою мав відкриватися з вікон будинку гарний вид. Однак, замість нової вулиці на тому місці в 1964 році побудували автостраду.

## Історія
Споруда була побудована в 1924 році як житловий будинок в Утрехті Геррітом Рітвельдом на замовлення пані Трюс Шредер (Truus Schröder-Schräder) для неї та її трьох дітей. Вона доручила побудувати будинок, бажано, щоб був без стін, і будівничому вдалося здійснити бажання замовниці.
Пані Шредер прожила в цьому будинку до самої смерті (1985). Згодом будинок був відреставрований Бертусом Мюлдером і перетворений на музей, про що заздалегідь подбала власниця, створивши фонд Рітвельда-Шредер для цих потреб.
У 1975 році Будинок Шредер був включений до списку пам'яток національної архітектури.
У 2000 році на своїй 24-й сесії ЮНЕСКО внесла пам'ятку до списку об'єктів Світової спадщини від Нідерландів, згідно з критеріями I і II.